# 21256 Robertobattiston
21256 Robertobattiston este o planetă minoră (asteroid), cu un diametru de 7,776 km, din centura de asteroizi. A fost descoperită pe 14 februarie 1996 la stazione osservativa di Asiago Cima Ekar⁠(d) de Maura Tombelli⁠(d) și a fost numită după Roberto Battiston⁠(d). 
Obiectul prezintă o orbită caracterizată de o semiaxă mare de 3,2110717 UAi, o excentricitate de 0,18, o înclinație de 2,15718 ° în raport cu ecliptica.